# طنجة البريطانية
طنجة البريطانية (بين 1904 إلى 30 مارس 1912 تحت الانتداب البريطاني) هي مستعمرة بريطانية لم تدم طويلاً بفعل الصراعات الاستعمارية عليها في شمال المغرب. هدفت بريطانيا باحتلال طنجة إلى السهر على جعل منطقة جبل طارق جنوب إسبانيا ومنطقة طنجة شمال المغرب لتمكينها من السيطرة على منافذ البحر الأبيض المتوسط، وأطلقت اسم «طنجة البريطانية» على المستعمرة التي لم تبق تحت حكم البريطانيين بفعل دخول الإسبان والفرنسيين والألمان في صراع على المنطقة، حيث جاء اجتماع مؤتمر الجزيرة الخضراء لإنهاء المشكلة بوضع مدينة طنجة تحت حماية دولية.

## ملوك المملكة المتحدة إسميا على المدينة
- الملك إدوارد السابع
- الملك جورج الخامس